# Rumänische Botschaft in Bern
Die Rumänische Botschaft in Bern ist der Sitz der diplomatischen Vertretung Rumäniens in der Schweiz. Eine Gesandtschaft bestand von 1911 bis 1962, sie wurde 1955 von Exilrumänen überfallen. Botschaftsgebäude ist seit 1957 die denkmalgeschützte Villa Kirchenfeldstrasse 78 in Bern. Das Bauwerk im neobarocken Stil wurde 1904 entworfen.

## Lage
Die Liegenschaft «Kirchenfeldstrasse 78» liegt westlich des «Thunplatzes» und gehört zur von Villen und anspruchsvollen Mietshäusern geprägten Baugruppe «Kirchenfeld» im Quartier Oberes Kirchenfeld. Die drei im Osten folgenden Villen wurden von der Denkmalpflege als «schützenswert» ausgezeichnet, unter ihnen befinden sich die kanadische Botschaft und die Residenz der norwegischen Botschafterin. Gegenüber sind die Doppelhäuser 73/75 und 77/79 Sitz der Botschafter der Philippinen und Österreichs. Die Gebäude sind weitgehend im Originalzustand erhalten. Schräg gegenüber befindet sich die moderne britische Botschaft.

## Geschichte

### Rumänisch-schweizerische Beziehungen
Die Schweiz erkannte das Fürstentum Rumänien am 10. Juni 1880 offiziell an und eröffnete ein Generalkonsulat in der Bukarest. Das Königreich Rumänien (ab 1881) eröffnete bis 1891 konsularische Vertretungen in Basel, Zürich und Genf. Ein Konsulat in Bern folgte 1905 und wurde 1911 in eine Gesandtschaft umgewandelt. Gesandter wurde Nicolae Cantacuzino. Die Schweiz eröffnete 1916 eine Gesandtschaft in Bukarest, die auch für andere Regierungen ein wichtiger Beobachtungsposten in Südosteuropa wurde.

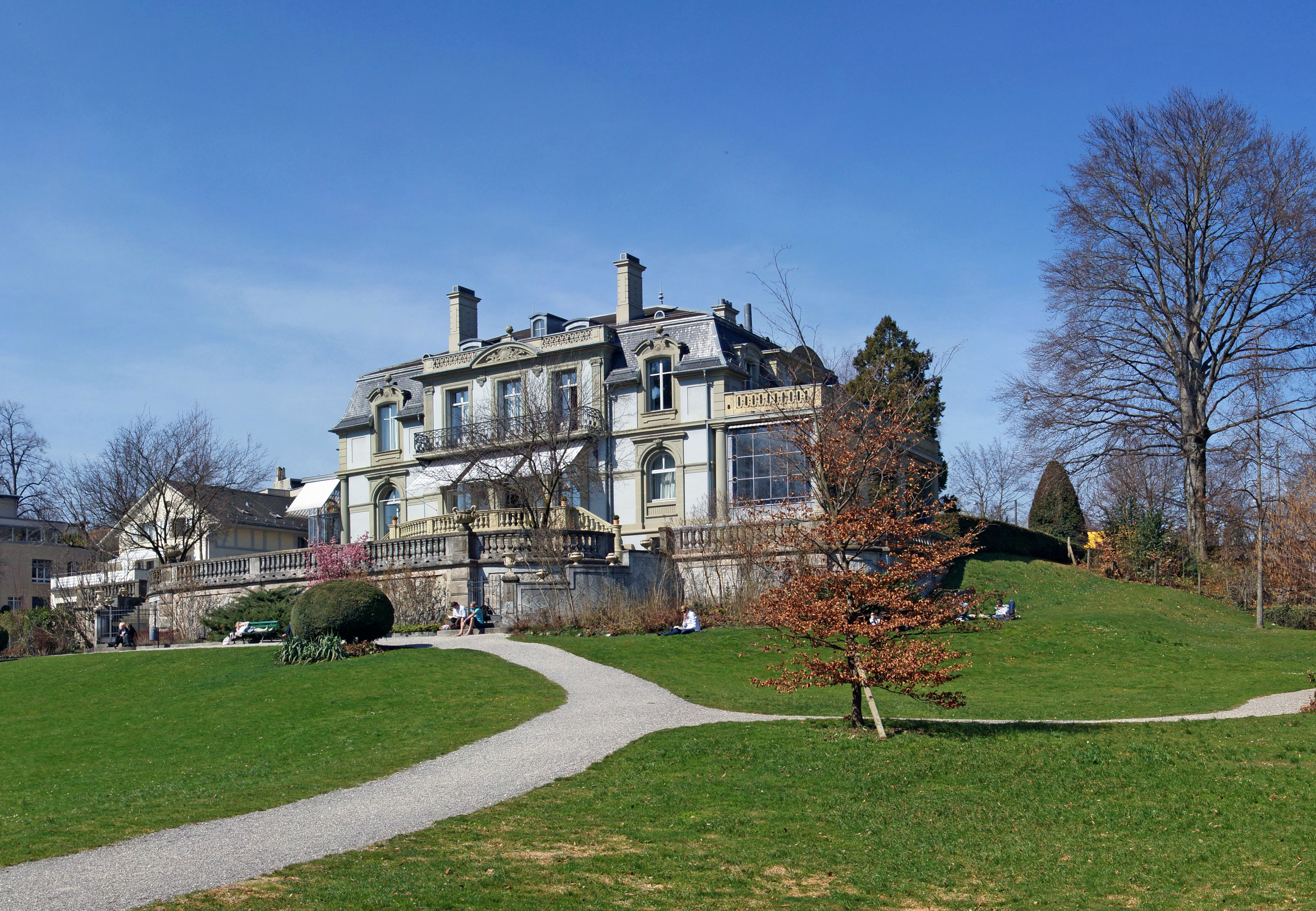
Ehemaliges Gesandtschaftsgebäude, Foto von 2010

Exilrumänen überfielen 1955 die Gesandtschaft der Volksrepublik Rumänien in der «Villa Frisching» am Kocherpark. Nach dem misslungenen Überfall kühlten die Beziehungen beiderseits ab. Ende November 1962 wurde die rumänischen Gesandtschaft in eine Botschaft umgewandelt und am 3. Dezember 1962 wurde Vasile Dumitrescu erster Botschafter in der Schweiz. Die Schweiz vollzog den gleichen Schritt 26 Tage später und ernannte Emil(e) Bisang zum Schweizer Botschafter in Bukarest.
Nach dem Sturz Ceauşescus belebten sich 1990 die offiziellen Beziehungen. Die Schweiz engagierte sich nach Projekten im Bereich der humanitären Hilfe, ab 1996 in der technischen und finanziellen Zusammenarbeit. Der Bundesrat beschloss 2007 den Schweizer Beitrag um etwa ein Viertel aufzustocken, um auch Rumänien und Bulgarien zu unterstützen. Das Schweizer Stimmvolk befürwortete im Februar 2009 die Ausdehnung des Personenfreizügigkeitsabkommens mit der Europäischen Union auf die beiden Staaten.
Ausserordentlicher und bevollmächtigter Botschafter ist Bogdan Mazuru. Er übergab am 3. September 2024 sein Beglaubigungsschreiben in Bern und ist auch mit Sitz in Bern im Fürstentum Liechtenstein akkreditiert. Zuvor war er von 2006 bis 2009 Botschafter in Deutschland sowie unter anderem von 2016 bis 2021 Botschafter in Österreich.
Die konsularische Abteilung der Rumänischen Botschaft ist in der Brunnadernstrasse 20 eingerichtet.

### Rumänische Gesandte und Botschafter
Gesandte waren (Auswahl):
- 1941–1943 Nicolae Enric Lahovary
- 1951–1955 Emmerich Stoffel

Seit 3. Dezember 1962 vertraten folgende Botschafter Rumänien in Bern:

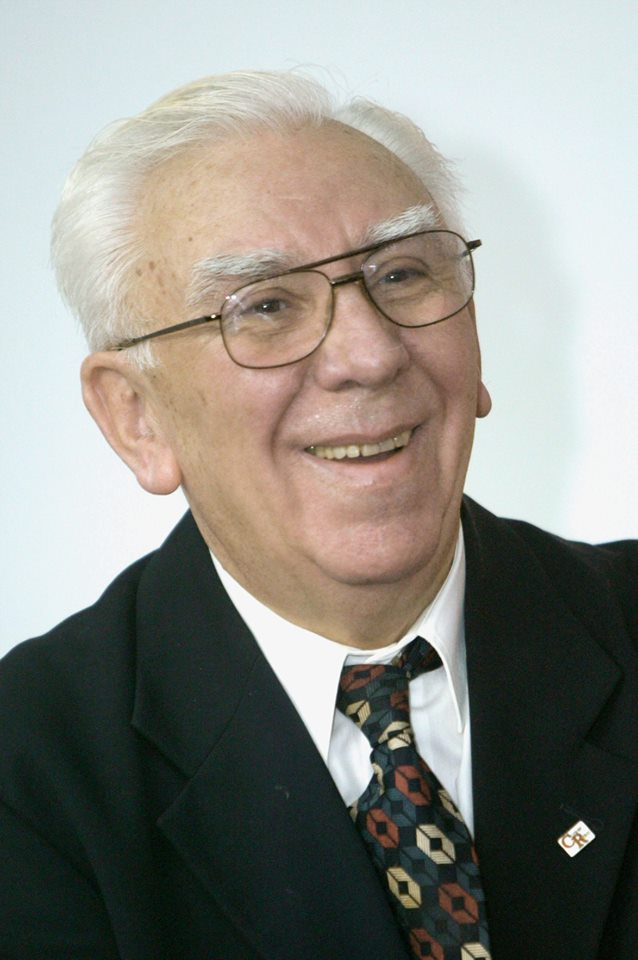
Mircea Malița, 1981–1982 Botschafter in Bern und Ständiger Vertreter bei der UNO in Genf

- 1962–1968 Vasile Dumitrescu
- 1968–1975 Ion Georgescu
- 1975–1980 Dan Enăchescu
- 1981–1982 Mircea Malița
- 1983–1986 Ion Datcu
- 1987–1989 Gheorghe Dolgu
- 1990–1994 Nicolae Iordache
- 1994–1996 Iosif Boda
- 1997–2001 Radu Boroianu
- 2001–2006 Ioan Maxim
- 2008–2011 Ionel Nicu Sava
- 2011–2016 Anca Elena Opriş
- 2016–2021 Vlad Vasiliu
- seit Mai 2021 Bogdan Mazuru

### Botschaftsgebäude

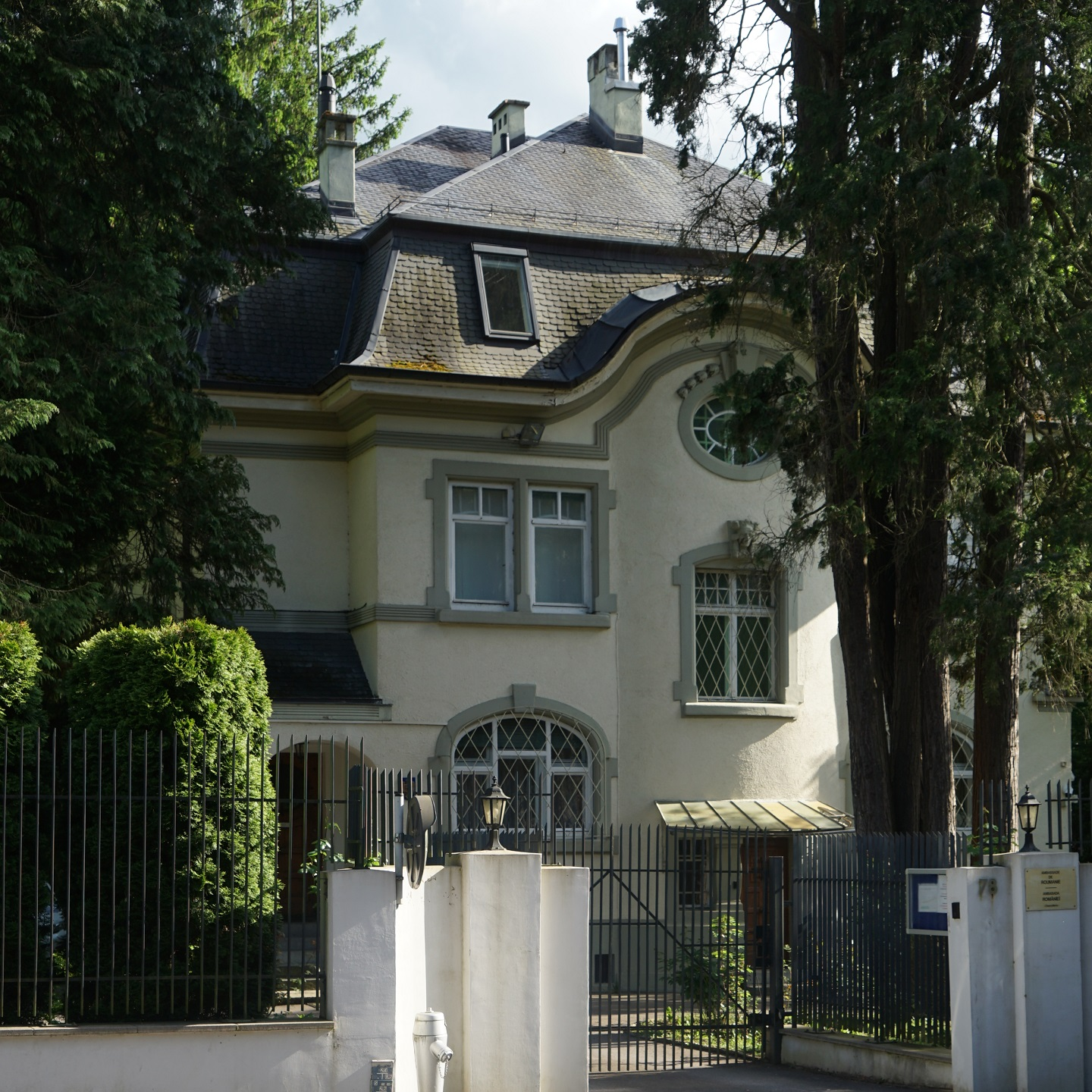
Botschaftsgebäude, 2025

Die zweigeschossige neobarocke Villa ist stilistisch vom Jugendstil beeinflusst. Sie wurde 1904 von den Architekten Bracher & Widmer entworfen, die mit den Reihenhäusern Kirchenfeldstrasse 50–52, einem Heim für Turnanstalt und Sportinstitut (Nummer 70) sowie dem Gymnasium Kirchenfeld für weitere Gebäude an dieser Strasse verantwortlich waren. Das Gebäude wurde 1957 für die Gesandtschaft umgebaut.

## Belege
1. 1 2 3 4  Klaus Ammann: Rumänien. In: Historisches Lexikon der Schweiz.  20. Juli 2021.
2. 1 2 3  bern.mae.ro: Relaţii bilaterale – Scurt istoric. Abgerufen am 28. Mai 2025.
3. ↑  news.admin.ch: Überreichung der Beglaubigungsschreiben an Bundespräsident Guy Parmelin. Medienmitteilung vom 24. Juni 2021; abgerufen am 28. Mai 2025.
4. ↑  bern.mae.ro: The Ambassador. Englisch, abgerufen am 28. Mai 2025.
5. ↑  Kirchenfeldstrasse 78 im Berner Bauinventar. (PDF, 778 kB, abgerufen am 26. Mai 2025) Beschreibung von 1986, 2016 überarbeitet.

Koordinaten: 46° 56′ 24,5″ N, 7° 27′ 23,4″ O; CH1903: 601361 / 198784